# Peucedanum dielsianum
Peucedanum dielsianum là một loài thực vật có hoa trong họ Hoa tán. Loài này được Fedde ex H. Wolff miêu tả khoa học đầu tiên năm 1933.